# Hemirhamphodon phaiosoma
Hemirhamphodon phaiosoma är en fiskart som först beskrevs av Pieter Bleeker 1852.  Hemirhamphodon phaiosoma ingår i släktet Hemirhamphodon och familjen Hemiramphidae. Inga underarter finns listade i Catalogue of Life.